# Gregor Jordan
Gregor Jordan (nascut el 1966) és un director de cinema, escriptor i actor australià.
Les pel·lícules de Jordan inclouen Dues mans (1999), Buffalo Soldiers (2001), i Ned Kelly (2003).
Dues mans va guanyar el Australian Film Institute Award a la millor direcció i al millor guió el 1999. Darrerament ha dirigit The Informers, una pel·lícula estatunidenca adaptada de contes escrits per Bret Easton Ellis i Nicholas Jarecki i el thriller Unthinkable protagonitzat per Samuel L. Jackson.
Va dirigir el vídeo del concert These Days: Live in Concert (2004) de la banda de rock australiana Powderfinger.
També ha produït un DVD de concerts en directe de l'última gira de concerts de Powderfinger 'Sunsets' (2010), així com un documental sobre el retorn fallit d'Ian Thorpe a la natació professional abans dels Jocs Olímpics d'estiu de 2012 a Pequín.
Jordan està casat amb una actriu de Nova Zelanda Simone Kessell. Tenen dos fills, Jack, que va néixer el gener de 2005 a Los Angeles i Beau, nascut el 2013.
Abans de fer pel·lícules, Gregor Jordan va interpretar Bassanio a El mercader de Venècia per a Shakespeare By The Sea (Austràlia). També va aparèixer breument a la telenovela australiana,, Home and Away, de setembre de 1989 a novembre de 1989.

## Filmografia
- Dues mans (1999), també guionista
- Buffalo Soldiers (2001), també coguionista
- Ned Kelly (2003)
- These Days: Live in Concert (2004)
- The Informers (2008)
- Sunsets: Powderfinger's Farewell Tour (2010)
- Unthinkable (2010)
- Ian Thorpe: The Swimmer (2012 documentary)
- Dirt Music (2019)